# Інтерконтинентальне чемпіонство WWE серед жінок
Інтерконтинентальне чемпіонство WWE серед жінок (англ. WWE Women's Intercontinental Championship) — жіночий другорядний титул чемпіона у професійному реслінгу, що був створений промоутерською компанією WWE для реслерок основного ростеру і належить бренду WWE RAW. Оголошення про створення даного титулу відбулось під час епізоду щотижневого шоу WWE Monday Night RAW від 25 листопада 2024 року. Чинною чемпіонкою є Беккі Лінч, що перемогла Лайру Валькірію 7 червня 2025 року на шоу Money in the Bank.
Це другий сольний жіночий чемпіонський титул на RAW, на додачу до Чемпіонства світу серед жінок, що є світовим і головним титулом червоного бренду для жінок. Даний титул має чоловічий аналог на RAW.

## Історія
Американська промоутерська компанія професійного реслінгу WWE була заснована у квітні 1963 року, але ніколи не мала другорядного жіночого чемпіонського титулу. Це змінилося у 2024 році, коли у квітні було запроваджено Чемпіонство Північної Америки NXT серед жінок для бренду розвитку талантів NXT, а в листопаді — жіноче Чемпіонство Сполучених Штатів WWE для основного реслерського складу бренду SmackDown. Пізніше того ж місяця, перед епізодом RAW від 25 листопада, генеральний менеджер бренду Адам Пірс представив жіночий Інтерконтинентальний чемпіонський титул WWE для основного реслерського складу жінок бренду RAW, на противагу чоловічому Інтерконтинентальному титулу. Інавгураційна Інтерконтинентальна чемпіонка була визначена на турнірі, який розпочався в епізоді червоного щотижневика від 2 грудня.

## Турніри

### Інавгураційний турнір
|  |                                             |                                             |                                             |  |  |                               |                               |                               |  |  |                          |                          |                          |
|  | Перший раунд RAW 2 грудня – 23 грудня, 2024 | Перший раунд RAW 2 грудня – 23 грудня, 2024 | Перший раунд RAW 2 грудня – 23 грудня, 2024 |  |  | Півфінали RAW 30 грудня, 2024 | Півфінали RAW 30 грудня, 2024 | Півфінали RAW 30 грудня, 2024 |  |  | Фінал RAW 13 січня, 2025 | Фінал RAW 13 січня, 2025 | Фінал RAW 13 січня, 2025 |
|  | Перший раунд RAW 2 грудня – 23 грудня, 2024 | Перший раунд RAW 2 грудня – 23 грудня, 2024 | Перший раунд RAW 2 грудня – 23 грудня, 2024 |  |  | Півфінали RAW 30 грудня, 2024 | Півфінали RAW 30 грудня, 2024 | Півфінали RAW 30 грудня, 2024 |  |  | Фінал RAW 13 січня, 2025 | Фінал RAW 13 січня, 2025 | Фінал RAW 13 січня, 2025 |
|  |                                             |                                             |                                             |  |  |                               |                               |                               |  |  |                          |                          |                          |
|  |                                             |                                             |                                             |  |  |                               |                               |                               |  |  |                          |                          |                          |
|  | Дакота Кай                                  | Дакота Кай                                  | Утримання                                   |  |  |                               |                               |                               |  |  |                          |                          |                          |
|  | Дакота Кай                                  | Дакота Кай                                  | Утримання                                   |  |  |                               |                               |                               |  |  |                          |                          |                          |
|  | Катана Ченс                                 | Катана Ченс                                 | 7:00                                        |  |  |                               |                               |                               |  |  |                          |                          |                          |
|  | Катана Ченс                                 | Катана Ченс                                 | 7:00                                        |  |  |                               |                               |                               |  |  |                          |                          |                          |
|  | Шейна Базлер                                | Шейна Базлер                                | —                                           |  |  | Дакота Кай                    | Дакота Кай                    | Утримання                     |  |  |                          |                          |                          |
|  | Шейна Базлер                                | Шейна Базлер                                | —                                           |  |  | Дакота Кай                    | Дакота Кай                    | Утримання                     |  |  |                          |                          |                          |
|  |                                             |                                             |                                             |  |  | Зої Старк                     | Зої Старк                     | 8:15                          |  |  |                          |                          |                          |
|  |                                             |                                             |                                             |  |  | Зої Старк                     | Зої Старк                     | 8:15                          |  |  |                          |                          |                          |
|  | Зої Старк                                   | Зої Старк                                   | Утримання                                   |  |  |                               |                               |                               |  |  |                          |                          |                          |
|  | Зої Старк                                   | Зої Старк                                   | Утримання                                   |  |  |                               |                               |                               |  |  |                          |                          |                          |
|  | Ракель Родрігес                             | Ракель Родрігес                             | —                                           |  |  |                               |                               |                               |  |  |                          |                          |                          |
|  | Ракель Родрігес                             | Ракель Родрігес                             | —                                           |  |  |                               |                               |                               |  |  |                          |                          |                          |
|  | Кайден Картер                               | Кайден Картер                               | 9:25                                        |  |  | Дакота Кай                    | Дакота Кай                    | 8:31                          |  |  |                          |                          |                          |
|  | Кайден Картер                               | Кайден Картер                               | 9:25                                        |  |  |                               | Дакота Кай                    | 8:31                          |  |  |                          |                          |                          |
|  |                                             |                                             |                                             |  |  | Лайра Валькірія               | Лайра Валькірія               | Утримання                     |  |  |                          |                          |                          |
|  |                                             |                                             |                                             |  |  | Лайра Валькірія               | Лайра Валькірія               | Утримання                     |  |  |                          |                          |                          |
|  | Лайра Валькірія                             | Лайра Валькірія                             | Утримання                                   |  |  |                               |                               |                               |  |  |                          |                          |                          |
|  | Лайра Валькірія                             | Лайра Валькірія                             | Утримання                                   |  |  |                               |                               |                               |  |  |                          |                          |                          |
|  | Зеліна Вега                                 | Зеліна Вега                                 | —                                           |  |  |                               |                               |                               |  |  |                          |                          |                          |
|  | Зеліна Вега                                 | Зеліна Вега                                 | —                                           |  |  |                               |                               |                               |  |  |                          |                          |                          |
|  | Айві Найл                                   | Айві Найл                                   | 7:50                                        |  |  | Лайра Валькірія               | Лайра Валькірія               | Утримання                     |  |  |                          |                          |                          |
|  | Айві Найл                                   | Айві Найл                                   | 7:50                                        |  |  | Лайра Валькірія               | Лайра Валькірія               | Утримання                     |  |  |                          |                          |                          |
|  |                                             |                                             |                                             |  |  | Ійо Скай                      | Ійо Скай                      | 11:45                         |  |  |                          |                          |                          |
|  |                                             |                                             |                                             |  |  | Ійо Скай                      | Ійо Скай                      | 11:45                         |  |  |                          |                          |                          |
|  | Альба Файр                                  | Альба Файр                                  | —                                           |  |  |                               |                               |                               |  |  |                          |                          |                          |
|  | Альба Файр                                  | Альба Файр                                  | —                                           |  |  |                               |                               |                               |  |  |                          |                          |                          |
|  | Ійо Скай                                    | Ійо Скай                                    | Утримання                                   |  |  |                               |                               |                               |  |  |                          |                          |                          |
|  | Ійо Скай                                    | Ійо Скай                                    | Утримання                                   |  |  |                               |                               |                               |  |  |                          |                          |                          |
|  | Наталья                                     | Наталья                                     | 8:05                                        |  |  |                               |                               |                               |  |  |                          |                          |                          |
|  | Наталья                                     | Наталья                                     | 8:05                                        |  |  |                               |                               |                               |  |  |                          |                          |                          |

#### Зауваження
1. ↑  Кайрі Сейн спочатку мала взяти участь, але на неї за лаштунками напало угруповання Pure Fusion Collective під час епізоду RAW 16 грудня, тож її було вилучено з турніру. Кайрі замінила колега по угрупованню Damage CTRL Ійо Скай.

## Чемпіони
| №        | Чемпіон         | Статистика     | Статистика           | Зміна власника титулу | Зміна власника титулу | Зміна власника титулу | Примітка | Посилання |
| №        | Чемпіон         | Днів (визнано) | Кількість чемпіонств | Зміна власника титулу | Зміна власника титулу | Зміна власника титулу | Примітка | Посилання |
| №        | Чемпіон         | Днів (визнано) | Кількість чемпіонств | Дата                  | Шоу                   | Місце                 | Примітка | Посилання |
| WWE: Raw | WWE: Raw        | WWE: Raw       | WWE: Raw             | WWE: Raw              | WWE: Raw              | WWE: Raw              | WWE: Raw | WWE: Raw  |
| -------- | --------------- | -------------- | -------------------- | --------------------- | --------------------- | --------------------- | --- | --------- |
| 1        | Лайра Валькірія | 144            | 1                    | 13 січня 2025         | RAW                   | Сан Хосе, Каліфорнія  | Перемогла Дакоту Кай у фіналі турніру і стала інавгураційною чемпіонкою. | [ 6 ]     |
| 2        | Беккі Лінч      | 1+             | 1                    | 7 червня 2025         | Money in the Bank     | Інглвуд, Каліфорнія   | Виграла матч з додатковими правилами: в разі поразки Лінч не змогла б більше претендувати на титул, допоки Лайра ним володіла. Оскільки Беккі виграла бій, то Валькірія була змушена підняти руку Лінч і, відповідно, визнати Беккі кращою за себе. | [ 7 ]     |